# Staatliche Universität Osch

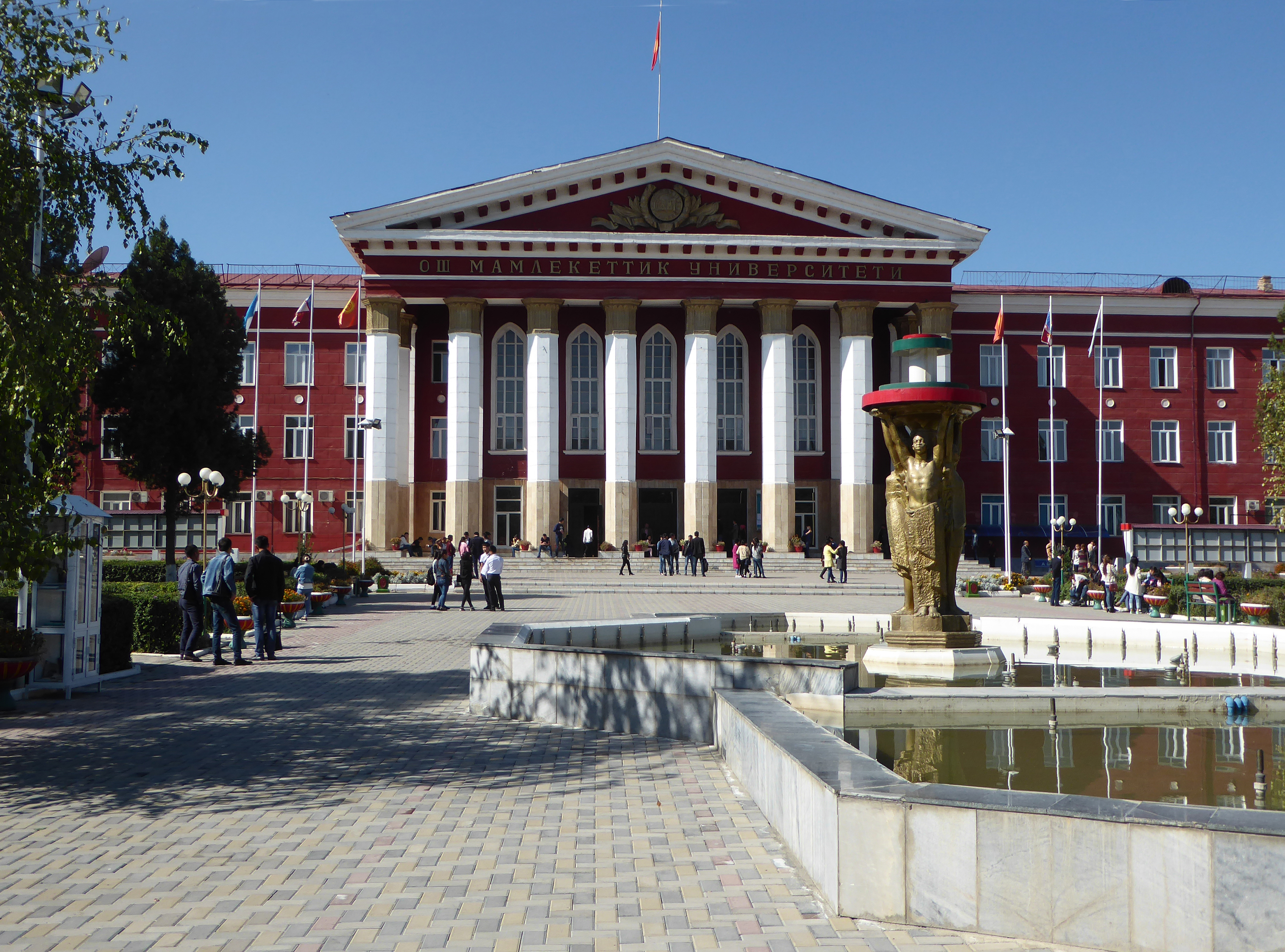
Das Hauptgebäude (erbaut 1961)

Die Staatliche Universität Osch (kirgisisch Ош мамлекеттик университети) befindet sich in Osch (Kirgisistan). An der Universität studieren etwa 40.000 Studenten.

## Geschichte
Der erste Vorläufer der Staatlichen Universität Osch entstand 1939, als in der Stadt ein Institut für die Ausbildung von Hochschullehrern gegründet wurde. Das Institut wurde auf Beschluss der Kirgisischen Sozialistischen Sowjetrepublik gegründet, um den Lehrermangel an Schulen im Süden Kirgisistans zu beheben. Zukünftige Lehrer erhielten eine zweijährige Ausbildung, die Kurse in Geschichte und Philologie, Physik, Mathematik und Naturwissenschaften sowie Geographie umfasste.
Am 24. Mai 1951 verabschiedete der Ministerrat der UdSSR den Beschluss Nr. 1759, gefolgt vom Beschluss des Ministerrats der Kirgisischen SSR Nr. 511-193-1 am 26. Juni 1951, mit dem das Oscher Lehrerinstitut zum Pädagogischen Institut Osch aufgewertet wurde. Das neue Institut wurde in Fakultäten für Philologie, Physik und Mathematik sowie Fremdsprachen umstrukturiert. Für die Umsetzung der Reform stellten die Behörden 1 Million Rubel bereit. 1956 verließen die ersten Absolventen mit Abschlüssen in den Fächern Kirgisisch, Deutsch, Russisch, Englisch, Mathematik, Physik, Chemie und Biologie das Institut.
Das Institut wuchs zu der größten Hochschule Südkirgisistans an. Waren 1970 noch 269 Lehrer am Institut tätig, umfasste das ausbildende Personal Ende der 1980er-Jahre bereits 435 Personen. Das Hauptgebäude entstand 1961.
1992, nach der Unabhängigkeit Kirgisistans von der Sowjetunion 1991, wurde das Institut per Dekret des Präsidenten Askar Akajew in die Staatliche Universität Osch umgewandelt. Um der wachsenden Nachfrage gerecht zu werden, erweiterte man die nunmehrige Universität um die Fakultäten Geschichte und Recht (1992), kirgisische und usbekische Philologie (1992), Medizin (1993), Theologie (1993), Management und Wirtschaft (1996) und ausländisches Recht (1997).

## Fakultäten
Die Universität umfasst 22 Fakultäten:
- Fakultät für Kirgisische Philosophie und Journalismus
- Fakultät für Business und Management
- Fakultät für Mathematik und Informationstechnik
- Fakultät für Theologie
- Fakultät für internationale Medizin
- Graduiertenschule für internationale Bildungsprogramme
- Fakultät für russische Philosophie
- Fakultät für Pädagogik und Psychologie
- Fakultät für Physik und Technologie
- Fakultät für postgraduale und kontinuierliche medizinische Ausbildung
- Kirgisisch-Europäische Fakultät
- Fakultät für Sportpädagogik
- Fakultät für weltweite Kulturen und Sprachen
- Fakultät für Künste
- Fakultät für Naturwissenschaften, Tourismus und Agrartechnologien
- Kirgisisch-Chinesische Fakultät
- Institut für Orientalistik
- Fakultät für internationale Beziehungen
- Fakultät für Geschichte und soziale Arbeit
- Fakultät für Medizin
- Fakultät für Rechtswissenschaften
- Kirgisisch-Türkische Fakultät

## Rektoren

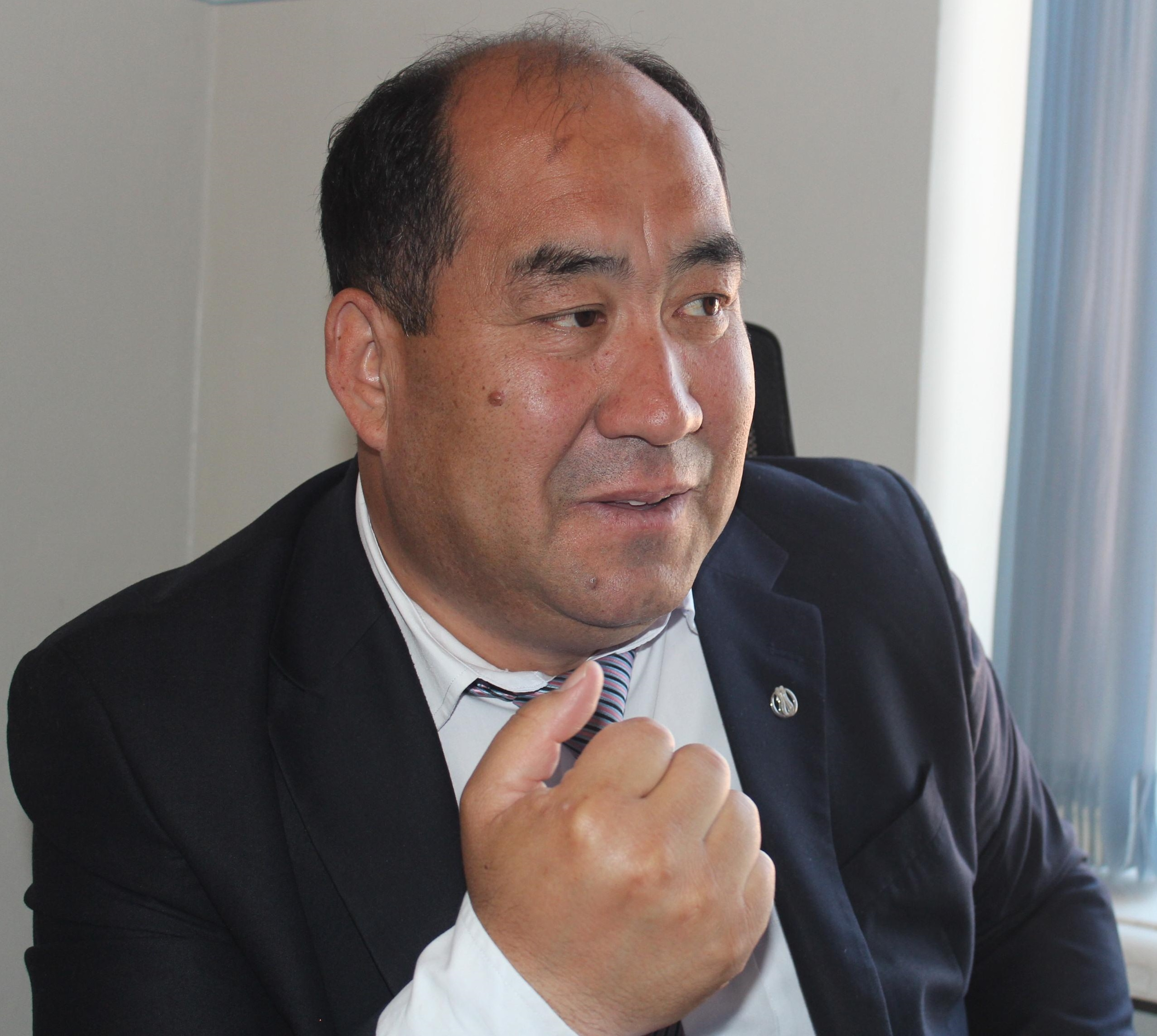
Kanybek Issakow

| Nummer | Amtszeit  | Name                                                    |
| ------ | --------- | ------------------------------------------------------- |
| 1      | 1951–1953 | Raimbek Taabaldijew kirgisisch Таабалдиев, Раимбек      |
| 2      | 1953–1955 | Fjodor Polowikow kirgisisch Половиков, Фёдор            |
| 3      | 1955–1960 | Aschimkan Omuralijew kirgisisch Омуралиев, Ашимкан      |
| 4      | 1960–1965 | Baki Jeschmambetow kirgisisch Ешмамбетов, Баки          |
| 5      | 1965–1967 | Taschmursa Aitmursajew kirgisisch Айтмурзаев, Ташмурза  |
| 6      | 1967–1973 | Mira Botbajewa kirgisisch Ботбаева, Мира                |
| 7      | 1973–1977 | Raimkul Kulujew kirgisisch Кулуев, Раимкул              |
| 8      | 1977–1986 | Sulaiman Dschumagulow kirgisisch Жумагулов, Сулайман    |
| 9      | 1986–1992 | Arap Anarbajew kirgisisch Анарбаев, Арап                |
| 10     | 1992–1998 | Bakyt Beschimow kirgisisch Бешимов, Бакыт               |
| 11     | 1998–2005 | Bektemir Mursubraimow kirgisisch Мурзубраимов, Бектемир |
| 12     | 2005–2011 | Muchtar Orosbekow kirgisisch Орозбеков, Мухтар          |
| 13     | 2011–2019 | Kanybek Issakow kirgisisch Исаков, Каныбек              |
| 14     | 2019–     | Kudajberdy Kodschobekow                                 |